# جواد کاظم نسب (الباجی)
جواد کاظم‌نسب الباجی (زاده ۱۳۴۴ اهواز) سیاست‌مدار اصلاح‌طلب ایرانی است، که در دوره دهم مجلس شورای اسلامی به‌عنوان نماینده اهواز فعالیت می‌کرد.
الباجی دانش‌آموخته کارشناسی علوم سیاسی از دانشگاه آزاد اسلامی اهواز و کارشناسی ارشد علوم سیاسی از دانشگاه علوم تحقیقات خوزستان می‌باشد.

## مجلس دهم
در دهمین دوره انتخابات مجلس شورای اسلامی، جواد کاظم نسب (الباجی)، در لیست ائتلاف فراگیر اصلاح طلبان: گام دوم در اهواز حضور داشت و در دور اول، دوم شد و نتوانست اکثریت مطلق آرا را بدست آورد. وی در دور دوم توانست با ۱۲۵٬۱۹۸ رأی از مجموع ۲۶۷٬۵۸۹ رأی مأخوذه صحیح بعنوان نفر اول اهواز، وارد مجلس دهم شود. تمامی افراد لیست امید در اهواز به مجلس راه پیدا کردند.

## سوابق
- رئیس شورای شهرستان اهواز
- رئیس شورای بخش مرکزی اهواز
- عضو شورای مرکزی خانه کشاورز
- عضو شورای حزب اعتدال و توسعه استان خوزستان
- معاونت شوراها و دهیاران نظام صنفی کشاورزی اهواز
- معاون پارلمانی نظام صنفی کشاورزی
- کارشناس هماهنگی و امور مجلس و نهادهای شرکت مخابرات خوزستان